# Miriam Volkweis
Miriam Jacinta Volkweis de Castilhos (Cândido Godói,  14 de agosto de 1972) é uma ex-voleibolista indoor brasileira que atuou nas posições de ponta, líbero, oposto e levantadora, conquistando o bicampeonato do Campeonato Sul-Americano de Clubes nos anos de 1997 e 1998, ambos realizados na Colômbia, além de possuir a medalha de ouro no Torneio Internacional RCV 91 no ano de 2007. Atualmente está em atividade no vôlei de praia.

## Carreira
Mirim  atuou nas categorias de base  por Concórdia/SC, Blumenau/SC e Chapecó/SC e migrou para o Estado de São Paulo para atuar pela Translitoral/Guarujá na temporada 1992-93.
Foi atleta do Sollo/Tietê nas competições do período esportivo 1993-94. Na jornada 1994-95 renovou com o Sollo/Tietê e disputou a primeira edição da Superliga Brasileira A nesta jornada encerrando na quinta colocação.
Foi contratada pelo Leite Moça/Sorocaba para temporada 1995-96 conquistando o título do Campeonato Paulista de 1995 e da Copa Internacional  pelo Leite Moça e disputou a Superliga Brasileira A 1995-96 conquistando  o título de forma invicta.
Na jornada 1996-97 renova com  o Leite Moça/Jundiaí e disputou a correspondente Superliga Brasileira A e conquistou o bicampeonato consecutivo.Pelo Leite Moça/Jundiaí que mudou de alcunha para Leites Nestlé, alcançou  a medalha de  ouro de forma invicta no Campeonato Sul-Americano de Clubes de 1997 em Medellín-Colômbia, também foi vice-campeã do Campeonato Paulista de 1997 e vice-campeã da Superliga Brasileira A 1997-98.
Em sua última temporada pelo Leites Nestlé conquistou o título do Campeonato Paulista de 1998 e da Copa Sul e representou este clube na conquista do bicampeonato  consecutivo no Campeonato Sul-Americano de Clubes de 1998 em Medellín-Colômbia   e alcançou o bronze na  Superliga Brasileira A 1998-99.
Foi contratada pelo MRV/Minas para jornada esportiva 2000-01 e disputou  a Liga Sul-Americana de Clubes Campeões de 2000, Copa Bradesco Saúde, torneio disputado em Joinville em substituição ao  Campeonato Sul-Americano de Clubes  ocasião que conquistou o título atuando como Líbero.
Atuando pelo MRV/Minas foi campeã da Supercopa dos Campeões em  Ipatinga-MG em 2000.E ainda na referida jornada seu clube representou a cidade de São Bernardo do Campo com a alcunha MRV/São Bernardo nas competições do Estado de São Paulo, e nesta parceria foi vice-campeã da Copa São Paulo em 2000 .Conquistou  também pelo MRV/São Bernardo o título do  Campeonato Paulista de 2000 e no mesmo ano  foi vice-campeã dos Jogos Abertos do Interior, sediados em Santos, alcançou  o bronze na  Superliga Brasileira A 2000-01 e não renovou com o clube para temporada seguinte.
Também foi atleta do ACF/Prefeitura de Campos e em 2002  representou  o  Tietê V.C na posição de Ponta no Campeonato Paulista e atuou por este na temporada 2002-03.Transferiu-se para o voleibol espanhol na temporada 2003-04 para defender o  Acesol Voley La Calzada alcançando a nona posição na Superliga Espanhol A, onde atuou na posição de Ponta, Líbero  e Levantadora.
Na Espanha também foi atleta da AD La Curtidora (Avilés) quando disputou as competições do período 2004-05 alcançando o nono Lugar na Liga Fev 2004-05, segunda divisão espanhola.Permaneceu no voleibol espanhol e passou a atuar pelo PSG Toledo  na temporada 2005-06 e encerrou na quarta posição na Liga Fev 2005-06, segunda divisão.
Em 2006, paralelamente a carreira indoor, Mirim disputou competições também na modalidade outdoor (Vôlei de Praia), época que já namorava o voleibolista Tiago Rech de Castilhos, mais tarde passou a ser marido; neste ano formou dupla com atleta:
Cati Pol II)  e chegaram as semifinais da etapa do Campeonato Balears Master 2006 e ficaram com dois vice-campeonatos, na I  e II Etapas, esta organizada em Ludopolis, nas praias de Mallorca.
Renovou com o  Bargas Atalia PSG para disputar as competições do período esportivo 2006-07 e conquistou o vice-campeonato na referente Copa Fev , atuando na posição de Ponta e foi vice-campeã da Liga Fev (mais tarde Superliga Espanhola B) .Pelo Bargas Atalia Toledo, conquistou em 2007 o  título do Torneio Internacional da RCV 91 (Tournoi International Féminin du RCV 91).
Na temporada 2007-08 continuou pelo  Bargas Atalia Sarrión PSG Toledo , desta vez com a promoção a elite do voleibol espanhol e na posição de Líbero e alcançou apenas a décima posição na Superliga Espanhola A .
Em 2011 disputando competições no vôlei de praia ao lado de Josiane Grunewald Marangon, com tal parceria conquistou  neste ano o vice-campeonato da Copa Itatiba e o bronze nos Jogos Regionais. Isto representando a Prefeitura Municipal de Votorantim (voleibol feminino| Votorantim/SP]] .No ano de 2013 ao lado de Josiane Grunewald conquistou o ouro nos Jogos Regionais sem perder nenhum set.
Em 2014 continuou atuando no Vôlei de Praia e formando dupla com Ariele Nascimento representou Seme/Santa Bárbara d’Oeste conquistou duas etapas Circuito Paulista de Vôlei de Praia, sendo a primeira em Guaíba e a segunda etapa disputada em Piracicaba.Conquistou o ouro na 58º edição dos Jogos Regionais de Sorocaba, formando dupla com a atleta Paola, tal conquista representando a  Pró-Esporte/ Semes/Sorocaba .
Na temporada 2015 renovou com o Departamento de Voleibol de Praia da CBV e venceu ao lado de sua parceira Ariele todas etapas do I Circuito Paulista de Vôlei de Praia e conquistaram o título geral .

## Títulos e resultados
- Circuito Paulista de Vôlei de Praia: 2015[63]
- Circuito Paulista de Vôlei de Praia: 1ª e 2ª Etapas  de 2014[57]
- Campeonato de Balear Master de Vôlei de Praia: 2006(1ª e 2ª etapas) [45]
- Copa Bradesco Saúde: 2000[21]
- Copa Fev:2006-07[46]
- Superliga Espanhola B:2006-07[46]
- Superliga Espanhola B:2005-06 [3]
- Torneio Internacional da RCV 91[48]
- Copa Internacional:1995[7]
- Supercopa dos Campeões:2000[24]
- Copa Sul:1998[14]
- Campeonato Brasileiro:1995-96 e 1996-97[5]
- Campeonato Brasileiro:1997-98[5]
- Campeonato Brasileiro:1998-99, 2000-01[5]
- Jogos Abertos do Interior de São Paulo: 2000[29]
- Jogos Regionais de São Paulo: 2013[54] 2014[60]
- Jogos Regionais de São Paulo: 2011[54]
- Copa Itatiba: 2011[54]
- Campeonato Paulista:1995[6][7], 1998[13], 2000[28]
- Campeonato Paulista: 1997[6]
- Copa São Paulo:2000[27]